# Cząber ogrodowy
Cząber ogrodowy (Satureja hortensis L.) – gatunek rośliny z rodziny jasnotowatych (Lamiaceae Lindl.) Inna nazwa: satureja. Rośnie dziko w południowo-wschodniej Europie oraz w Turcji. Jest uprawiany w wielu rejonach świata.

## Morfologia
PokrójJednoroczna roślina o wysokości do 25 cm.
LiścieWąskołopatkowate lub wąsko-lancetowate i całobrzegie.
KwiatyLiliowe, różowe lub białe, kielich 5-ząbkowy, 1 słupek i 4 pręciki.
OwoceOwocem jest rozpadająca się na 4 rozłupki rozłupnia.

## Zastosowanie
- Znany i uprawiany już w starożytnym Rzymie. Obecnie uprawiany w wielu krajach świata.
- Roślina lecznicza:
  - Surowiec: ziele Herba Saturejae. Zawiera 0,8-1,5% olejku lotnego, złożonego z karwakrolu i cymenu oraz garbniki, żywice i śluzy.
  - Działanie: Powstrzymuje nadmierną fermentacje i wzdęcia, pobudza trawienie, działa słabo moczopędnie i przeciwrobaczo.
  - Zbiór i suszenie: całą część nadziemną, bądź tylko same wierzchołki pędów ścina się w okresie kwitnienia (od lipca do września). Suszy się je w pęczkach zawieszonych na sznurze lub rozłożone cienką warstwą na siatkach, w temperaturze otoczenia. Można również suszyć w suszarni w temperaturze do 40 °C.

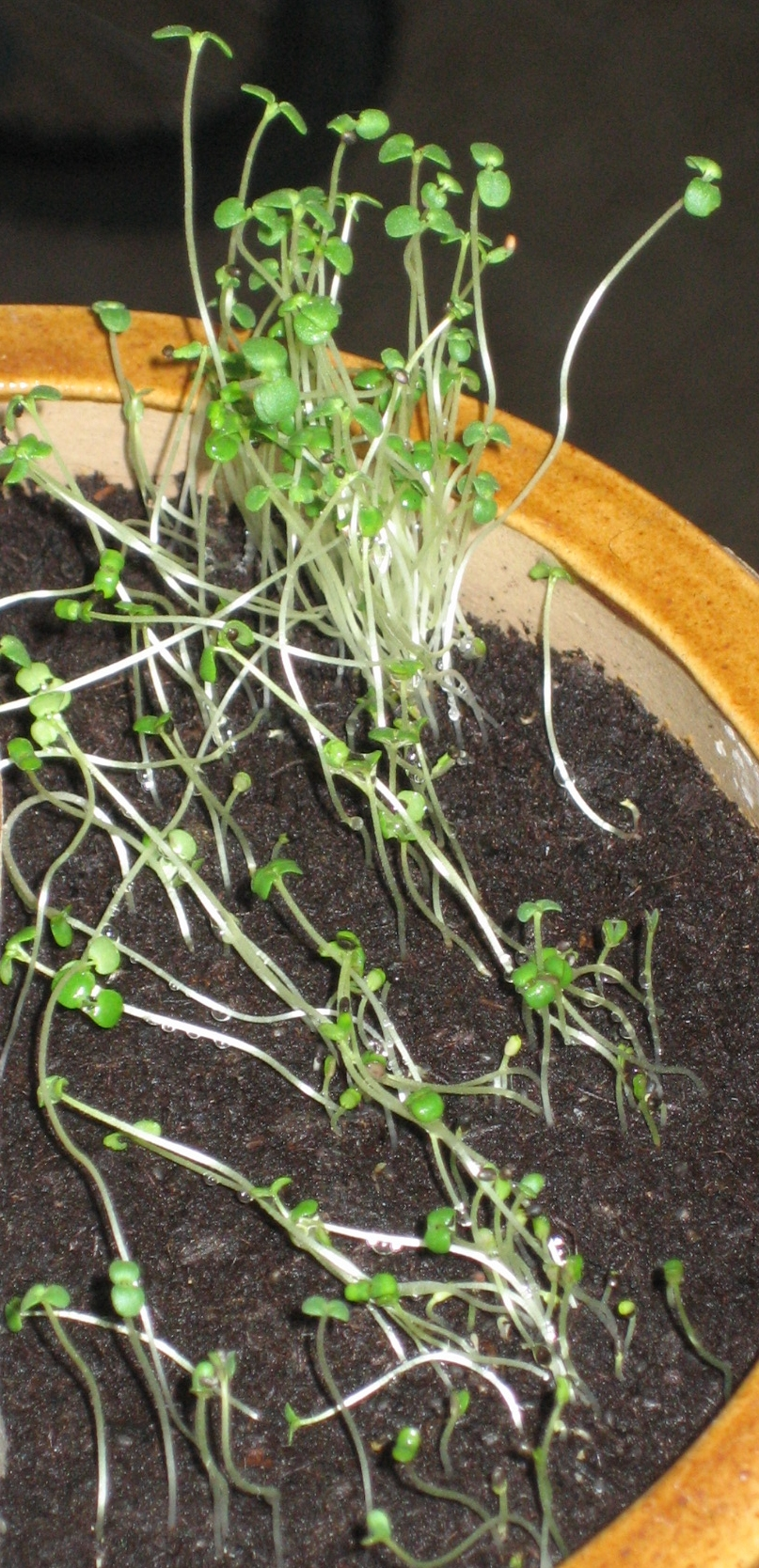
Cząber ogrodowy (12 dni)

- Sztuka kulinarna: Cząber jest świetną przyprawą do ziemniaków, zup i fasoli. Dzięki wysokiej zawartości olejków eterycznych polepsza trawienie (ciężkostrawnych potraw).
- Roślina produkuje najwięcej olejków eterycznych krótko przed kwitnieniem i w trakcie kwitnienia. Cząber świetnie nadaje się do suszenia. Wysuszone rośliny najlepiej przechowywać w szczelnie zamkniętych słoikach. Zaleca się uprawę cząbru w sąsiedztwie fasoli, gdyż odstrasza od niej mszyce.

## Uprawa
Wysiew od maja do gruntu w odstępach 25x25cm. Nasiona należy przykryć tylko cienką warstwą ziemi, gdyż potrzebują dużej ilości światła do kiełkowania. Należy podlewać tylko przy bardzo wysokich temperaturach, ponieważ bardzo dobrze znosi susze.